# Alfred Roux
Alfred Eugène Paul Jean Roux (23 novembre 1908 - 29 juin 1943), dit Fredo, est un instituteur, militant communiste, espérantiste et résistant français.

## Biographie

### Jeunesse
Alfred Roux nait le 23 novembre 1908 aux Sables-d’Olonne, en Vendée, de Eugène Roux, marin, et de Berthe Brandy,.
Instituteur de métier, il rencontre sa future femme Odette dans son syndicat ; le couple a une fille.

### Arrestation et mort
Alfred Roux meurt le 29 juin 1943 à La Roche-sur-Yon, torturé par la Gestapo.